# Přebor Zlínského kraje 2016/2017
V soubojích 29. ročníku Přeboru Zlínského kraje 2016/17 (jedna ze skupin 5. fotbalové ligy) se utkalo 14 týmů každý s každým dvoukolovým systémem podzim–jaro. Tento ročník začal v pátek 5. srpna 2016 úvodním zápasem 1. kola a celého ročníku (SK Baťov 1930 – FK Bystřice pod Hostýnem 1:4) a skončil v neděli 18. června 2017 zbývajícím zápasem 26. kola a celého ročníku (TJ Štítná nad Vláří – FC Fryšták 3:0).

## Nové týmy v sezoně 2016/17
- Z Divize E 2015/16 sestoupilo do Přeboru Zlínského kraje mužstvo FC Vsetín, z Divize D 2015/16 žádné mužstvo.
- Ze skupin I. A třídy Zlínského kraje 2015/16 postoupila mužstva TJ Kelč (vítěz skupiny A) a FC Strání (vítěz skupiny B).[2]

## Nejlepší střelec
Nejlepším střelcem ročníku se stal Ivan Gröpl z FC Morkovice, který vstřelil 23 branky ve 26 startech.

## Konečná tabulka
Zdroj: 
| Poř. | Tým                      | Z  | V  | R     | P  | VG | OG | B  |
| ---- | ------------------------ | -- | -- | ----- | -- | -- | -- | -- |
| 1.   | FK Luhačovice            | 26 | 18 | 3 / 2 | 3  | 59 | 25 | 62 |
| 2.   | FC Strání (N)            | 26 | 13 | 5 / 2 | 6  | 59 | 27 | 51 |
| 3.   | FC Morkovice             | 26 | 15 | 1 / 3 | 7  | 56 | 33 | 50 |
| 4.   | FC Vsetín (S)            | 26 | 13 | 4 / 2 | 7  | 57 | 29 | 49 |
| 5.   | FC RAK Provodov          | 26 | 12 | 4 / 5 | 5  | 45 | 40 | 49 |
| 6.   | SK Baťov 1930            | 26 | 12 | 3 / 3 | 8  | 62 | 45 | 45 |
| 7.   | FK Bystřice pod Hostýnem | 26 | 9  | 6 / 3 | 8  | 45 | 43 | 42 |
| 8.   | TJ Štítná nad Vláří      | 26 | 10 | 4 / 1 | 11 | 44 | 44 | 39 |
| 9.   | FC Rožnov pod Radhoštěm  | 26 | 8  | 3 / 5 | 10 | 35 | 42 | 35 |
| 10.  | FK Chropyně              | 26 | 9  | 2 / 1 | 14 | 33 | 60 | 32 |
| 11.  | SK Boršice               | 26 | 9  | 1 / 3 | 13 | 39 | 67 | 29 |
| 12.  | FK Vigantice             | 26 | 7  | 2 / 3 | 14 | 40 | 55 | 28 |
| 13.  | FC Fryšták               | 26 | 4  | 2 / 3 | 17 | 34 | 65 | 19 |
| 14.  | TJ Kelč (N)              | 26 | 2  | 1 / 5 | 18 | 30 | 63 | 13 |

Poznámky:
- Z = Odehrané zápasy; V = Vítězství; R = Remízy; P = Prohry; VG = Vstřelené góly; OG = Obdržené góly; B = Body; (S) = Mužstvo sestoupivší z vyšší soutěže; (N) = Mužstvo postoupivší z nižší soutěže (nováček)
- Od ročníku 2014/15 včetně se hraje ve Zlínském kraji tímto způsobem: Pokud zápas skončí nerozhodně, kope se penaltový rozstřel. Jeho vítěz bere 2 body, poražený pak jeden bod. Za výhru po 90 minutách jsou 3 body, za prohru po 90 minutách není žádný bod.

|  | Postup do Divize D 2017/18                           |
|  | Postup do Divize E 2017/18                           |
|  | Sestup do I. A třídy Zlínského kraje – sk. A 2017/18 |
|  | Sestup do I. A třídy Zlínského kraje – sk. B 2017/18 |